# 中宮崇
中宮 崇（なかみや たかし、1970年9月6日 - ）は、日本のフリーライター、ブロガー。北海道釧路市出身、愛知県名古屋市在住。

## 経歴
釧路工業高等専門学校卒業後、豊橋技術科学大学卒。名古屋大学大学院経済学研究科除籍。『朝日新聞』不買運動を起こすなど学生時代から反『朝日』、反「サヨク」を主張。
1997年よりWebサイト「週刊言志人」を開設。1998年の『正論』4月号に「インターネットを仕切るサヨク・市民派の勝手放題」を寄稿した。イラク日本人人質事件では、被害者を「社会不適合者に過ぎない存在」（『正論』2004年6月号）、「世界への大迷惑」（『諸君!』同）など非難した。
筑紫哲也と筑紫がキャスターを務めていた『NEWS23』への非難をテーマとした書籍『天晴れ！筑紫哲也news23』も執筆している（中宮自身は、あくまでも毎日欠かさず視聴している熱狂的ファンであることを著書内で述べている。）。
中宮のフェイスブックで、中村淳彦の著書である『ルポ中年童貞』に出てくる「宮田」（仮名）本人であることを明かしている。

## 著書

### 単著
- 『天晴れ！筑紫哲也news23』文藝春秋〈文春新書〉、2006年2月。ISBN 4-16-660494-5。

### 共著
ページ数は単行本のものを使用。
- 『マンガ嫌韓流の真実！ 〈韓国/半島タブー〉超入門』宝島社〈別冊宝島〉、2005年11月。ISBN 4-7966-4973-5。
  - 大月隆寛、野村旗守・西村幸祐・中宮崇・宮島理ほか『マンガ嫌韓流の真実！』宝島社〈宝島社文庫〉、2007年9月。ISBN 978-4-7966-6086-0。
- 中宮崇、中岡龍馬・大月隆寛・野村旗守・宮島理ほか『嫌韓流の真実！　場外乱闘編 ネット報道、キテレツ写真、統計が炙り出す韓国人のリアルな生態!』宝島社〈別冊宝島〉、2006年2月。ISBN 4-7966-5127-6。
  - 中宮崇、中岡龍馬・宮島理・二代目TK生『嫌韓流！また韓国人か』宝島社〈宝島社文庫〉、2007年7月。ISBN 978-4-7966-5918-5。 - 「嫌韓流の真実！場外乱闘編」の改訂版
- 野村旗守、宮島理・李策・呉智英・浅川晃広ほか『嫌韓流の真実！ザ・在日特権　朝鮮人タブーのルーツから、民族団体の圧力事件、在日文化人の世渡りまで！』宝島社〈別冊宝島〉、2006年6月。ISBN 4-7966-5329-5。
  - 野村旗守、宮島理・李策・呉智英・浅川晃広ほか『ザ・在日特権』宝島社〈宝島社文庫〉、2007年8月。ISBN 978-4-7966-5920-8。 - 「嫌韓流の真実！ザ・在日特権」の改訂版。
- 『まれに見るバカ女』宝島社〈別冊宝島real 43号〉、2003年2月。ISBN 4-7966-3098-8。
  - 別冊宝島編集部 編『まれに見るバカ女』宝島社〈宝島社文庫〉、2003年11月。ISBN 4-7966-3683-8。
- 朝倉喬司ほか『まれに見るバカ女との闘い』宝島社〈別冊宝島real 50号〉、2003年7月。ISBN 4-7966-3461-4。
  - 別冊宝島編集部 編『まれに見るバカ女との闘い』宝島社〈宝島社文庫〉、2005年6月。ISBN 4-7966-4666-3。
- 唐沢俊一、高澤秀次・宮島理ほか『反日マンガの世界 イデオロギーまみれの怪しい漫画にご用心！』晋遊舎〈晋遊舎ムック〉、2007年5月。ISBN 978-4-88380-624-9。
  - 唐沢俊一、高澤秀次・宮島理ほか『反日マンガの世界 イデオロギーまみれの怪しい漫画にご用心！』晋遊舎〈晋遊舎ブラック新書 7〉、2008年5月。ISBN 978-4-88380-776-5。

## 寄稿
- 「インターネットを仕切るサヨク・市民派の勝手放題」『正論』、産経新聞社、1998年4月、pp. 126-135。
- 「言わず語らず、それでもミエミエ 天晴れ！？ 筑紫哲也 「反日親朝」報道全記録 （総力特集 屈辱の「9・17」から一年 拉致は続いている）」『諸君！』第35巻第10号、文藝春秋、2003年10月、pp. 140-151、ISSN 0917-3005。
- 「北朝鮮擁護イベントを呼びかける河野洋平衆院議長の売国言動録」『正論』、産経新聞社、2004年2月、pp. 316-323。
- 「報道のTBSの仰天番組 石原都知事発言「捏造」は氷山の一角　関口宏「サンデーモーニング」の研究」『諸君！』第36巻第5号、文藝春秋、2004年5月、pp. 74-84、ISSN 0917-3005。
- 「独善と偽善で世論をミスリードするTV報道の害毒 （特集 イラク人質事件）」『正論』、産経新聞社、2004年6月、pp. 74-82。
- 「「人質家族」を広告塔に仕立てたのは誰だ （特集 この日本にして、この人質）」『諸君！』第36巻第6号、文藝春秋、2004年6月、pp. 62-73、ISSN 0917-3005。
- 「イラクの人質たちを擁護し続けるメディアの醜悪」『正論』、産経新聞社、2004年7月、pp. 300-310。
- 「プロ市民の、毎日が「反日」デー （特集 内も外も「反日」の嵐）」『諸君！』第36巻第8号、文藝春秋、2004年8月、pp. 164-175、ISSN 0917-3005。
- 「ここまでやるか！ 筑紫哲也NEWS23の得意技」『正論』、産経新聞社、2004年9月、pp. 294-303。
- 「再び本格化！ 「新しい歴史教科書」に反対するサヨクの妄動を暴く」『正論』、産経新聞社、2004年11月、pp. 73-80。
- 「日出る国の衆院議長、日没する国でまたまた尻尾振り （特集　中国の情報戦に対処せよ）」『正論』、産経新聞社、2004年12月、pp. 88-96。
- 「筑紫哲也の愛する愛する「中国様」――News23はもはや「人民日報」を越えた！？」『諸君！』第36巻第12号、文藝春秋、2004年12月、pp. 94-104、ISSN 0917-3005。
- 「マイケルよりムーアな悪あがき　筑紫哲也の「華氏News23」」『諸君！』第37巻第1号、文藝春秋、2005年1月、pp. 178-189、ISSN 0917-3005。
- 「全調査　本田雅和記者と北の「反日」包囲網 （特集　朝日新聞に愛の鞭を！）」『諸君！』第37巻第4号、文藝春秋、2005年4月、pp. 55-67、ISSN 0917-3005。
- 「彼らも落選だ！ 自民党大勝に歯軋りした面々 （創刊32年記念号 小泉首相の歴史的圧勝を総括する）」『正論』、産経新聞社、2005年11月、pp. 332-342。
- 「負け犬サヨクの癒し場発見！　「朝日歌壇」」『正論』、産経新聞社、2006年7月、pp. 334-343。
- 「筑紫哲也のNEWS23――妄言、暴言、失言 （総力大特集 封殺された言論！）」『Will』第31号、ワック、2007年7月、pp. 62-75。
- 「保存版 そんなに日本を中国の「自治区」にしたいですか？　政治家・テレビ人たちの尖閣・延坪仰天発言録」『正論』、産経新聞社、2011年2月、pp. 184-191。

## 参照
1. ↑  中宮崇. “編集委員のプロフィール”.   週刊言志人. 2011年4月29日閲覧。
2. ↑  中宮崇さんの自己紹介